# Некью
Некью (устар. Некъю) — река в России, протекает по Ловозерскому району Мурманской области. Длина реки составляет 32 км, площадь водосборного бассейна 207 км².
Начинается из озёр Некью, лежащих на высоте 239,6 метра над уровнем моря у подножия горы Егельпахк. Течёт в северо-восточном направлении, на некоторых участках — практически по прямой, протекает через озеро Кынь-Самлаты. В нижнем течении порожиста. В самых низовьях имеет ширину 28 метров и глубину 2 метра. Устье реки находится в 36 км по правому берегу реки Харловка.

## Данные водного реестра
По данным государственного водного реестра России относится к Баренцево-Беломорскому бассейновому округу, водохозяйственный участок реки — реки бассейна Баренцева моря от восточной границы бассейна реки Воронья до западной границы бассейна реки Иоканга (мыс Святой Нос). Речной бассейн реки — бассейны рек Кольского полуострова, впадает в Баренцево море.
Код объекта в государственном водном реестре — 02010000912101000004474.